# Psalm 143

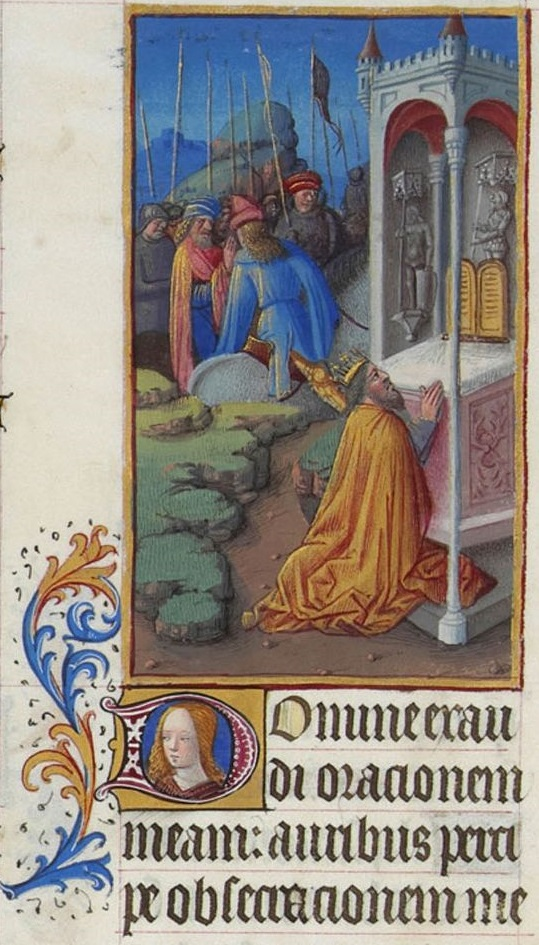
Strona z Psalmem 143 w iluminowanym rękopisie Très Riches Heures du Duc de Berry

Psalm 143 – jeden z utworów zgromadzonych w biblijnej Księdze Psalmów. Psalm jest zaliczany do dzieł dawidowych. W numeracji Septuaginty psalm ten nosi numer 142.

## Teologia Psalmu
Utwór jest lamentacją jednostki. Człowiek, będący Bożym sługą, może liczyć tylko na Bożą sprawiedliwość. Podmiot liryczny w obliczu śmiertelnego zagrożenia kieruje prośbę o ocalenie do Najwyższego. Interesującym jest fakt, że psalmista nie powołuje się na własną sprawiedliwość. Psalm został zaliczony do  dzieł pokutnych za sprawą drugiego wersetu, który mówi o tym, że nikt z żyjących nie jest sprawiedliwy. Słownictwo i teologia psalmu wskazują, że jego powstanie można datować na okres powygnaniowy. Podmiot liryczny przedstawia Boga jako wiernego danym obietnicom. W ostatnim wersecie psalmista pozostawia zemstę Bogu.

## Symbolika
- Niech mnie prowadzi po równej ziemi (143, 10) – niewiele dróg w czasach biblijnych na Bliskim Wschodzie było wybrukowane i pielęgnowane. Stanowiły one rzadki luksus dla podróżnych[4].
- W utworze raz pojawia się niejasne słowo sela, którego znaczenie nie jest dokładnie znane[5].